# محمد بدر حسين
الشيخ محمد بدر حسين (1 نوفمبر 1937 - 28 مارس 2002) هو قارئ قرآن مصري.

## حياته ونشأته
ولد بمدينة السنطة، التابعة لمحافظة الغربية، في يوم 3 نوفمبر سنة 1937، لأسرة متدينة ومتعلقة بالقرآن، ولهذا اهتم والداه بتحفيظه القرآن في سن مبكرة، من عُمره، فقد ألحقه بكُتّاب القرية وظل يُتابعه، حتى حفظ القرآن الكريم وعُمره لا يتجاوز العاشرة، ثم ألحقه بالأزهر الشريف ليحصل على الثانوية الأزهرية.
تعلق حسين بالقران، فكان يقبل الدعوات لقرأت القران، في بلدته والقري المجاورة، وعندما انتقل للقاهرة كان قلبه متعلقًا بالأماكن الدينية مقل الأزهر الشريف، ومسجد الإمام الحسين، ومسجد السيدة زينب، فكانت هذه المساجد من أهم المنابر القرآنية التي قرأ فيها أمام المسؤولين، حتى شجعه الكثيرون على الالتحاق بالإذاعة ويكون من أحد قارئ للقرآن به.
التحق بالأزهر الشريف وحصل على شهادة الثانوية الأزهرية عام 1964، وتخرج في كلية أصول الدين بالقاهرة عام 1968..، رزق الله بأربعة من الأبناء ولدين وبنتين.

## مسيرته
- تقدم سنة 1961 للالتحاق بالإذاعة المصرية وكان عُمره وقتذاك لا يتعدى أربعة وعشرين عاماً، حيث تقدم 160 قارئاً وقتها دفعة واحدة للإذاعة، وتمت تصفية هذا العدد إلى أربعة قراء فقط كان في مقدمتهم، وبعد التحاقه بالإذاعة ذاع صيته واشتهر، وكان يُكمل دراسته الجامعية حتي تخرج في كلية أصول الدين، وفى سنة 1971 التحق بالتليفزيون المصري مما كان له الفضل الأكبر في اتساع شهرته وذيوع صوته.[7]

- عمل مدرساً بالمعاهد الأزهرية في محافظة البحيرة، ثم مدرسًا أول بمعهد دمنهور الثانوي، وفى مطلع الثمانينات من القرن العشرين رقي إلى وظيفة مفتش بالمعاهد الأزهرية في البحيرة، ثم موجه عام بنفس المنطقة، وفى عام 1970 عُين قارئًا للسورة في مسجد السيدة سكينة، وعلى امتداد ربع قرن حتى عام 1993، وفى نفس العام انتقل إلى مسجد سيدي إبراهيم الدسوقي، بمدينة دسوق حتى عام 2000، أنتقل بعدها لمسجد سيدي أحمد البدوي في مدينة طنطا، الذي ظل فيه حتى وافته المنية.[8]
- اعتمد في الإذاعة المصرية قبل حصوله على الثانوية الأزهرية عام 1961، كما اعتمد قارئًا في التلفزيون بعدها بعامين، وعين قارئًا للسورة بمسجد السيدة سكينة بالقاهرة عام 1970.[9]
- سافر إلى العديد من الدول العربية خلال شهر رمضان[10]، وقرأ القرآن في الكثير من المساجد العريقة حول العالم، حتى أصبح له جمهور عريض من المستمعين في مصر والعالم العربي والإسلامي، وأُطلق عليه «القارئ المغرد» و«القارئ العالم».[11][12]

## جوائز
- نتيجة لسفرها المتعدد ما بين قارئ ومحكم وعضو مؤتمرات في المسابقات الدولية التي كانت تُقام بين حفظة القرآن في العالم اعتُبر سفيراً قرآنياً، وحصل على تكريمات متعددة كان أقربها إلى نفسه جسور الصداقة والود التي أُقيمت بينه وبين آلاف المسلمين وأعضاء الجاليات الإسلامية بالخارج، بالإضافة إلى العديد من الهدايا التذكارية التي قُدمت إليه من بعض الملوك والرؤساء والمسؤولين، حصل علي كسوة من الكعبة أهداها له الملك الراحل فهد بن عبد العزيز آل سعود، ملك السعودية الأسبق، كما قدم إليه ملك ماليزيا «الزي الرسمي الماليزي» تقديراً لدوره عضو بلجنة التحكيم بالمسابقة العالمية بالإضافة لطبق من الفضة مكتوب عليه تاريخ المسابقة.[13]

- حصل من الرئيس الحبيب بورقيبة، رئيس تونس الأسبق، ساعة من الذهب الخالص تقديراً لجهوده في مجال خدمة القرآن وتلاوته، وأهداه ملك الأردن الحسين بن طلال، ساعة يد قيمة أثناء حضوره احتفال افتتاح مسجد الملك عبد الله، وكانت أعظم منحة قُدمت إليه عندما طلب منه المسؤولون بالمركز الإسلامي بواشنطن بالولايات المتحدة، أن يكون شاهداً على اعتناق خمسة أشخاص الإسلام ونطق شهادة الإسلام أمامها.

## وفاته
توفي في 28 مارس 2002، عن عُمر ناهز الـ65 عاماً، بعد أن ترك إرثاً من التسجيلات القرآنية النادرة داخل مصر وخارجها.